# Тарханов, Иван Ефимович
Тарханов Иван Ефимович (12 марта 1921 — 2 октября 2009) — доктор юридических наук, профессор, заслуженный юрист Российской Федерации.

## Биография
Ученый в области международного морского права, педагог, доктор юридических наук (1979 г.), профессор (1980 г.), заслуженный юрист Российской Федерации (2001 г.), академик Международной академии информатизации (1996 г.), полковник юстиции (1965 г.). Участник Великой Отечественной войны. В 1949 г. окончил Одесский институт инженеров морского флота, в 1954 г. — военно-морской факультет Военно-юридической академии. С 1954 г. — офицер, старший офицер, старший помощник начальника отдела кадров Военно-морской академии. В 1963—1987 гг. — преподаватель, старший преподаватель, старший преподаватель — руководитель отдельной дисциплины международного морского права командного факультета, начальник кафедры международного морского права Военно- морской академии. В 1987 г. уволен с действительной военной службы. С 1988 г. — заведующий кафедрой права Гуманитарного университета профсоюзов, профессор Университета Министерства внутренних дел, профессор Института морского права. Работает в областях разработки теоретических основ международно-правового обеспечения деятельности ВМФ в Мировом океане, комплексной подготовки офицеров по международному морскому праву и др. Автор более 200 научных работ, в том числе 4 учебников и 15 учебных пособий. Наиболее значимые работы «Международное морское право» (2000 г.), «Международный церемониал и этикет» (1979, 2001 гг.), «Конституция морей и океанов» (1995, 2001 гг.), «Методические материалы по международному морскому праву» (1998 г.) и др. В 1970—1985 гг. участвовал в 8 походах боевых кораблей в порты Дании, Швеции, ФРГ, ГДР, Болгарии, Румынии, Египта, Сирии, Израиля и др. Участник международных конференций и симпозиумов по международному морскому праву с участием представителей США, Великобритании, Японии, Кореи, ГДР, Болгарии, Греции, Египта, Сирии и др. Награждён 2 орденами Красной Звезды, орденами Отечественной войны 1 -й степени, «Знак Почёта», медалями. Скончался 2 октября 2009 года.